# 47 Ceti
47 Ceti är en misstänkt variabel i stjärnbilden Valfisken.
47 Ceti varierar mellan visuell magnitud +5,48 och 5,68 utan någon fastställd periodicitet. Den befinner sig på ett avstånd av ungefär 120 ljusår.